# Тишина становится тобой
«Тишина становится тобой» (англ. Silence Becomes You) — фильм режиссёра Стефани Синклейр, снятый в 2005 году.

## Сюжет
Две сестры Грейс и Вайолет живут достаточно изолированно и своеобразно в особняке, доставшемся им от отца-эзотерика. У Грейс также имеются паранормальные способности, тогда как Вайолет лишь способна воспринимать некие послания, исходящие от сестры. Однако такое бытие всё не оказывается самодостаточным — у девушек есть и потребность в мужском внимании, и желание иметь детей.
В баре в близлежащем городке Вайолет находит безбашенного, но симпатичного паренька Люка, который не считает для себя зазорным приворовывать денежки у своих подружек. Она привозит юношу в дом, где тому приходится подстраиваться под дух дома, что его вовсе не вдохновляет. Люк уговаривает симпатизирующую ему Вайолет уехать с ним из дома, при этом прихватив семейные сбережения, что вовсе не входит в плане Грейс…

## В ролях
- Алисия Сильверстоун — Вайолет
- Сиенна Гиллори — Грейс
- Джо Андерсон — Люк
- Ли Лоусон — отец
- Вайда Буите — мать
- Джессика Саффилд — Грейс в детстве
- Елизавета Плюшкина — Вайолет в детстве
- Мелани Джильяти — Джи Джи
- Дэн Кроуфорд — консьерж
- Грит ван Дамм — Энджел МакКой